# Tarajosorrú csörgőkígyó
A tarajosorrú csörgőkígyó (Crotalus willardi) a viperafélék családjába tartozó, kis termetű mérgeskígyófaj. Mexikó középső és északi részén, valamint az Egyesült Államok délnyugati határvidékén él.

## Megjelenése

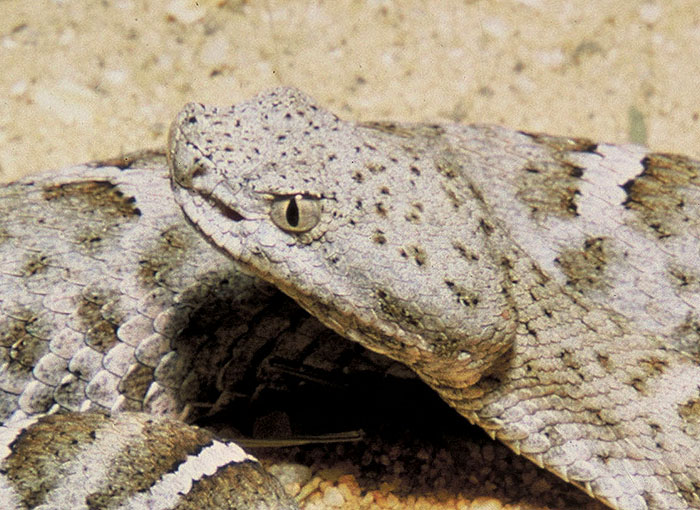
Feje a jellegzetesen pisze orrával

A tarajosorrú csörgőkígyó igen kis termetű, többnyire nem sokkal hosszabbak 40 cm-nél, de az eddigi legnagyobb példány sem haladta meg a 67 cm-t. A faj jellegzetessége "pisze" orra, felfelé irányuló pikkelyei jól látható tarajt formálnak az orra fölött. Öt alfajának színezete eltérő lehet. Színe világos vagy sötétebb barna (vörösbarna, narancsbarna, rozsdaszínű vagy halványbarna is lehet) amit keskeny, sötét peremű, fehér vagy világosbarna keresztcsíkok díszítenek, de ezek egészen halványak is lehetnek. Az arizonai alfaj fejének oldalán és állán feltűnő fehér-vörösbarna hosszanti csíkozás látható. Az új-mexikói alfajnál hasonló mintázat nem figyelhető meg. Hasa szürkével vagy vörösbarnával pettyezett fehéres vagy krémszínű. Pupillája függőleges ovális alakú. Háti pikkelyein hosszanti taraj húzódik. Nyaka keskeny, feje viszont széles és háromszögletű. A fiatal példányok farka sötétszürke vagy világossárga lehet, amit a zsákmányul fogyasztott gyíkok odacsalogatására használnak.

## Elterjedése
Mexikó középső-északnyugati részén (a Nyugati-Sierra Madre-hegységben, Sonora, Nyugat-Chihuahua, Dél-Durango, Nyugat-Zacatecas államokban) és az Egyesült Államok Arizona és Új-Mexikó államainak mexikói határvidékén honos. Hegyvidéki faj, általában 1400–2800 m között található meg.
Az új-mexikói alfaj az Animas-, Peloncillo- és Sierra de San Luis hegységekben él.
Az arizonai alfaj az állam Huachuca, Patagonia, Santa Rita és Whetstone hegyein honos, Mexikóban pedig a Sierra de los Ojos, a Sierra de Cananea és a Sierra Azul hegységekben.

## Életmódja

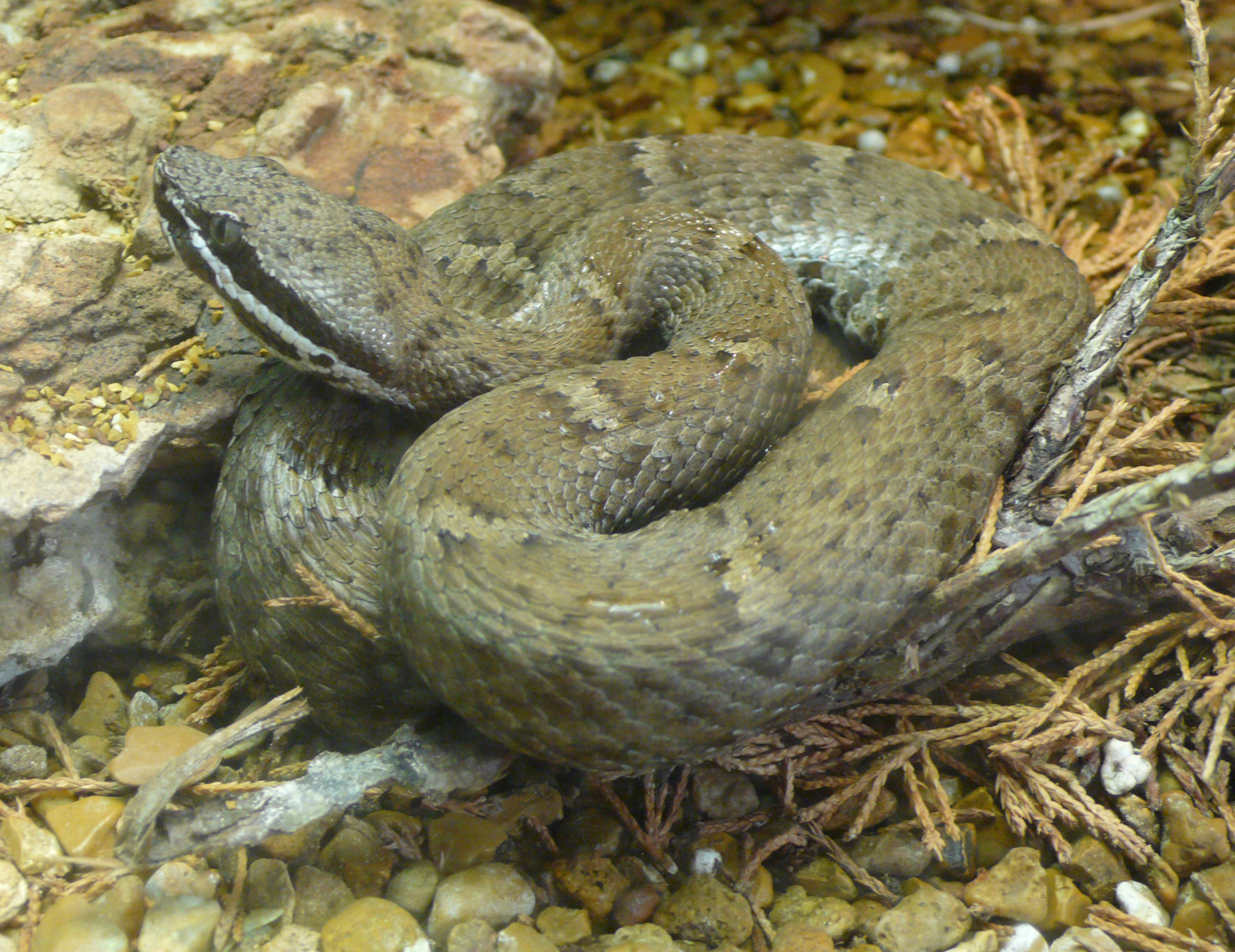
Arizonai alfaja

A tarajosorrú csörgőkígyó a magas fekvésű fenyő-, tölgy- vagy tölgyes-borókás erdők lakója. Többnyire nappal aktív, de nyáron vagy alacsonyabb fekvésű helyeken alkonyatkor vagy este is vadászhat. Főleg a talajon mozog, néha felkapaszkodhat kidőlt fatörzsekre, sziklákra, esetleg az alacsony növényekre. A telet hibernált állapotban átalussza. Elsősorban gyíkokkal, egerekkel, nagyobb rovarokkal (százlábúakkal) táplálkozik, ritkábban egy-egy madarat vagy skorpiót is elejt.
Párzási ideje nyáron van. A hímek ilyenkor megküzdenek a nőstényekért, felemelt fejükkel próbálják az ellenfelet a földre szorítani. Elevenszülők, a 2-9 utód a következő nyáron jön a világra. Az újszülött kígyók 15–20 cm-esek.
A többi csörgőkígyóhoz hasonlóan mérgeskígyó. Nem agresszív, az embert többnyire csak akkor marja meg ha megfogják vagy rálépnek. Mérge az emberre nem különösebben veszélyes és csak kis mennyiségben lövelli áldozatába.

## Alfajai
| Tudományos név                 | Leíró                  | Magyar név                         | Elterjedés                                                                         |
| ------------------------------ | ---------------------- | ---------------------------------- | ---------------------------------------------------------------------------------- |
| Crotalus willardi amabilis     | Anderson, 1962         | Del Nido-i tarajosorrú csörgőkígyó | Mexikó: Chihuahua állam középső és északi része                                    |
| Crotalus willardi meridionalis | Klauber, 1949          | Déli tarajosorrú csörgőkígyó       | Mexikó: Dél-Durango, Délnyugat-Zacatecas                                           |
| Crotalus willardi obscurus     | Harris & Simmons, 1974 | Új-mexikói tarajosorrú csörgőkígyó | Arizona és Új-Mexikó mexikói határvidéke; Chihuahua és Sonora amerikai határvidéke |
| Crotalus willardi silus        | Klauber, 1949          | Chihuahuai tarajosorrú csörgőkígyó | Nyugat-Chihuahua, Kelet-Sonora                                                     |
| Crotalus willardi willardi     | Meek, 1905             | Arizonai tarajosorrú csörgőkígyó   | Délkelet-Arizona, Észak-Sonora                                                     |

## Természetvédelmi helyzete
A tarajosorrú csörgőkígyó mint nagy területen elterjedt, viszonylag stabil létszámú faj a Természetvédelmi Világszövetség Vörös listáján nem fenyegetett státusszal szerepel. Mind Mexikóban, mind az Egyesült Államokban védett.   